# Acalypha amblyodonta
Acalypha amblyodonta é uma espécie de flor do gênero Acalypha, pertencente à família Euphorbiaceae.